# Charles A. Meyer
Charles Appleton Meyer (27 de junio de 1918 - 15 de agosto de 1996) fue un ejecutivo estadounidense que se desempeñó como Secretario de Estado Adjunto para Asuntos Interamericanos de 1969 a 1973.

## Biografía
Nació en 1918 y asistió a Phillips Academy, graduándose en 1935. Luego asistió al Harvard College, graduándose en 1939.
Después de la universidad, ingresó a Sears en Chicago. Allí ascendió a vicepresidente responsable de las operaciones de Sears en América Latina. Su primera incursión en el servicio gubernamental se produjo en 1960 cuando el presidente de los Estados Unidos Dwight D. Eisenhower, lo nombró como uno de los seis miembros de la Comisión Consultiva Nacional para Asuntos Interamericanos. Este comité, encabezado por Milton S. Eisenhower, fue diseñado para ser los "ojos y oídos" de Eisenhower en América Latina y viajó por toda la región reuniéndose con líderes latinoamericanos.
Continuó trabajando como ejecutivo de Sears hasta marzo de 1969, cuando el presidente Richard Nixon lo nombró Secretario de Estado Adjunto para Asuntos Interamericanos. Ocupó este cargo desde el 2 de abril de 1969 hasta el 2 de marzo de 1973. Como secretario adjunto, fue acusado de intervenir en las elecciones chilenas de 1970; Meyer negó que este fuera el caso, diciendo que el Departamento de Estado de los Estados Unidos "no financió candidatos, ni partidos políticos antes o después del 4 de septiembre [1970]".
Dejó el Departamento de Estado en 1973 y regresó a Sears, donde trabajó como ejecutivo hasta su jubilación en 1980. También sirvió en la junta directiva de Lake Forest College. Lake Forest College le otorgó a un título honorario en 1983.